# 中国驻萨摩亚大使列表
本列表为中華民國和中華人民共和國驻萨摩亚历任大使名录。

## 历任中国驻萨摩亚大使

### 附：大清国驻萨摩阿总领事（1909年－1912年）
清廷于宣统元年（1909年）起在德属萨摩亚设驻萨摩阿领事。
| 姓名   | 任命         | 到任 | 免职 | 离任   | 领事职务 | 备注 | 备注 |
| ------ | ------------ | ---- | ---- | ------ | -------- | ---- | ---- |
| 林润钊 | 1909年9月    |      |      | 1912年 | 领事     |      |      |
| 林润钊 | 宣统元年七月 |      |      |        | 领事     |      |      |

### 附：中华民国驻萨摩岛领事（1912年－1929年）
1912年，中华民国继续设置驻萨摩岛领事馆。1929年，领事馆降格为副领事馆。
| 姓名   | 任命           | 到任   | 免职           | 离任 | 领事职务 | 备注     | 备注 |
| ------ | -------------- | ------ | -------------- | ---- | -------- | -------- | ---- |
| 林润钊 | 1912年         |        | 1919年8月18日  |      | 领事     |          |      |
| 李方   | 1919年8月18日  |        | 1921年4月28日  |      | 领事     |          |      |
| 潘承福 | 1921年4月28日  |        | 1921年10月24日 |      | 代领事   |          |      |
| 李照松 | 1921年10月24日 |        | 1925年7月18日  |      | 领事     |          |      |
| 居之敬 | 1925年7月18日  |        | 1927年6月9日   |      | 领事     |          |      |
| 林泽群 | 1927年6月      |        | 1929年         |      | 随习领事 | 代理领事 |      |
| 潘承福 | 1928年4月19日  | 未到任 | 1929年         |      | 领事     |          |      |

### 附：中华民国驻萨摩岛、阿披亚（阿庇亚）副领事（1929年－1946年）
1929年，驻萨摩岛领事馆降格为副领事馆。1932年6月14日，外交部命令驻萨摩岛副领事馆更名为驻阿披亚副领事馆。1946年，副领事馆升格为领事馆。
| 姓名   | 任命          | 到任           | 免职       | 离任 | 领事职务 | 备注       | 备注 |
| ------ | ------------- | -------------- | ---------- | ---- | -------- | ---------- | ---- |
| 林泽群 | 1929年        |                | 1931年12月 |      | 随习领事 | 代理副领事 |      |
| 潘承福 | 1931年7月31日 | 1931年12月31日 | ？         |      | 副领事   |            |      |
| 林泽群 | ？            |                | 1945年     |      | 随习领事 | 代理副领事 |      |

### 附：中华民国驻阿披亚（阿庇亚）领事（1946年－1947年）
1946年，驻阿庇亚副领事馆升格为领事馆。1947年，领事馆因侨务较少而裁撤。原计划降格为驻惠灵顿总领事馆阿庇亚办事处，但因驻惠灵顿总领事馆无人愿意前往阿庇亚担任办事领事，最终直接撤销领事馆，并未成立办事处。
| 姓名   | 任命          | 到任          | 免职 | 离任   | 领事职务 | 备注 | 备注 |
| ------ | ------------- | ------------- | ---- | ------ | -------- | ---- | ---- |
| 程家骅 | 1946年6月20日 | 1946年6月20日 |      | 1947年 | 领事     |      |      |

### 中华民国驻西萨摩亚大使（1972年－1975年）
1972年5月29日，中华民国与西萨摩亚建交，但未在西萨摩亚设立大使馆，以驻澳大利亚大使兼任。1975年11月6日，西萨摩亚转与中华人民共和国建交，同日中华民国宣布中止与西萨摩亚的外交关系。
| 姓名 | 任命         | 到任          | 递交国书      | 免职          | 离任          | 外交衔级 | 外交职务     | 备注         | 备注 |
| ---- | ------------ | ------------- | ------------- | ------------- | ------------- | -------- | ------------ | ------------ | ---- |
| 沈锜 | 1972年5月9日 | 1972年5月29日 | 1972年5月29日 | 1975年11月6日 | 1975年11月6日 | 大使     | 特命全权大使 | 驻澳大利亚兼 |      |

### 中华人民共和国驻西萨摩亚、萨摩亚大使（1976年至今）
1975年11月6日，中国同西萨摩亚建交。1976年10月，中国驻萨摩亚大使馆开馆。
| 姓名   | 任命           | 任命          | 到任          | 递交国书       | 免职           | 免职          | 离任          | 外交衔级 | 外交职务     | 备注     |
| 姓名   | 全国人大常委会 | 主席          | 到任          | 递交国书       | 全国人大常委会 | 主席          | 离任          | 外交衔级 | 外交职务     | 备注     |
| ------ | -------------- | ------------- | ------------- | -------------- | -------------- | ------------- | ------------- | -------- | ------------ | -------- |
| 汪滔   | 不適用         | 不適用        | 1976年10月    |                | 不適用         | 不適用        | 1978年10月    | 参赞     | 临时代办     | 筹备开馆 |
| 米国钧 | 1977年10月24日 | 不適用        | 未到任        | 不適用         | 1978年5月24日  | 不適用        | 不適用        | 大使     | 特命全权大使 | 驻斐济兼 |
| 张占武 | 1979年2月23日  | 不適用        | 1978年10月    | 1978年10月24日 | 1979年11月29日 | 不適用        | 1979年6月     | 大使     | 特命全权大使 |          |
| 王浩   | 1981年3月6日   | 不適用        | 1981年2月     | 1981年2月20日  | 1982年11月19日 | 不適用        | 1982年8月19日 | 大使     | 特命全权大使 |          |
| 顾亟   | 1982年11月19日 | 不適用        | 1983年4月13日 | 1983年4月18日  | 1986年3月19日  | 1986年8月28日 | 1986年7月     | 大使     | 特命全权大使 |          |
| 孙大纲 | 1986年3月19日  | 1986年8月28日 | 1986年9月     | 1986年9月23日  | 1990年6月28日  | 1990年8月15日 | 1990年8月     | 大使     | 特命全权大使 |          |
| 乐俊清 | 1990年6月28日  | 1990年8月15日 | 1990年9月     | 1990年9月19日  | 1993年12月29日 | 1994年3月28日 | 1994年2月     | 大使     | 特命全权大使 |          |
| 王弄笙 | 1993年12月29日 | 1994年3月28日 | 1994年2月     | 1994年4月13日  | 1997年5月9日   | 1997年8月4日  | 1997年7月     | 大使     | 特命全权大使 |          |
| 王新元 | 1997年5月9日   | 1997年8月4日  | 1997年8月     | 1997年8月12日  | 2001年10月27日 | 2002年3月25日 | 2002年2月     | 大使     | 特命全权大使 |          |
| 顾思聪 | 2001年10月27日 | 2002年3月25日 | 2002年3月     |                | 2004年2月29日  | 2004年6月11日 | 2004年6月     | 大使     | 特命全权大使 |          |
| 刘关仁 | 2004年2月29日  | 2004年6月11日 | 2004年6月     |                | 2005年12月29日 | 2006年7月3日  | 2006年4月     | 大使     | 特命全权大使 |          |
| 施隆壮 | 2005年12月29日 | 2006年7月3日  | 2006年4月     | 2006年5月4日   | 2008年4月24日  | 2008年8月19日 | 2008年7月     | 大使     | 特命全权大使 |          |
| 马崇仁 | 2008年4月24日  | 2008年8月19日 | 2008年8月9日  | 2008年8月19日  | 2010年10月28日 | 2011年4月2日  | 2011年2月     | 大使     | 特命全权大使 |          |
| 赵卫平 | 2010年10月28日 | 2011年4月2日  | 2011年3月3日  | 2011年3月10日  | 2012年10月26日 | 2013年2月25日 | 2012年12月    | 大使     | 特命全权大使 |          |
| 李燕端 | 2012年10月26日 | 2013年2月25日 | 2013年1月31日 | 2013年2月14日  | 2015年7月1日   | 2015年9月30日 | 2015年8月     | 大使     | 特命全权大使 |          |
| 王雪峰 | 2015年7月1日   | 2015年9月30日 | 2015年9月12日 | 2015年9月15日  | 2018年12月29日 | 2019年5月8日  | 2019年3月     | 大使     | 特命全权大使 |          |
| 巢小良 | 2018年12月29日 | 2019年5月8日  | 2019年3月29日 | 2019年4月2日   |                | 2024年1月17日 | 2023年12月    | 大使     | 特命全权大使 |          |
| 费明星 |                | 2024年1月17日 | 2024年1月1日  | 2024年1月16日  | 现任           |               |               | 大使     | 特命全权大使 |          |